# Georgina von Wilczek
Georgina von Liechtenstein, właśc. Georgina Norberta Johanna Franziska Antonie Marie Raphaela von und zu Liechtenstein, urodzona jako Georgina von Wilczek (ur. 24 października 1921 w Grazu, zm. 18 października 1989 w Grabs) – księżna Liechtensteinu w latach 1943–1989, żona księcia Franciszka Józefa II.

## Życiorys
Georgina przyszła na świat w austriackim Graz jako córka hrabiego Ferdynanda von Wilczka i jego żony Norbertine z rodu Kinsky. Uczyła się w prywatnym gimnazjum Sacré Cœur w Wiedniu, a następnie w szkole dla dziewcząt z internatem w Rzymie. Po ukończeniu szkoły średniej odbyła studia językowe na Uniwersytecie Wiedeńskim, zdając egzaminy z języków angielskiego, francuskiego i włoskiego.
7 marca 1943 roku wyszła za mąż za księcia Liechtensteinu Franciszka Józefa II, który już od pięciu lat rządził w kraju. Miała z nim pięcioro dzieci:
- książę Jan Adam II (ur. 14 lutego 1945) – późniejszy książę Liechtensteinu;
- książę Filip Erazm (ur. 19 sierpnia 1946)
- książę Mikołaj Ferdynand (ur. 24 października 1947)
- księżniczka Nora Elżbieta (ur. 31 października 1950)
- książę Wacław Franciszek Józef (1962 – 1991)

Po ślubie wprowadziła się wraz z mężem do zamku w Vaduz i jako pierwsza księżna w historii zamieszkała w Księstwie. Była znana ze swojego bardzo dużego zaangażowania w życie mieszkańców, którzy nazywali ją księżną Giną. W 1945 roku osobiście pomagała uchodźcom na granicy z Austrią w Schaanwaldzie. 30 kwietnia 1945 roku z jej inicjatywy powstał Liechtensteiński Czerwony Krzyż, któremu przewodniczyła w latach 1945–1985. Organizacja angażowała się w pomoc humanitarną w krajach rozdartych wojną, a później także w pomoc na terenie Liechtensteinu. W 1956 roku księżna Gina otworzyła pierwszy dom dziecka pod protektoratem LCK w Triesen, a w 1972 roku pierwsze pogotowie ratunkowe. Udzielała się również w lokalnym Stowarzyszeniu Pomocy Rodzinie. Angażowała się także w pomoc osobom starszym i przewlekle chorym, a także osobom z niepełnosprawnością. Wspierała harcerstwo i uczestniczyła w harcerskich imprezach. Prowadziła kampanie na rzecz wprowadzenia praw wyborczych kobiet. Pasjonowała się turystyką górską, odbyła górskie wędrówki po Alpach. Jej imieniem został nazwany jeden z najważniejszych szlaków górskich w kraju Fürstin Gina Weg (Sareis w Malbun – Augstenberg – Pfälzerhütte). Całe zaangażowanie sprawiło, że była lubiana przez Liechtensteińczyków.